# Takalar
Takalar ist ein Regierungsbezirk (Kabupaten) in der indonesischen Provinz Südsulawesi. Verwaltungssitz ist Pattallassang.

## Geographie
Mit einer Fläche von 555,43 km² belegt der Bezirk Rang 20 der 24 Verwaltungseinheiten 2. Ebene (Kota und Kabupaten) der Provinz Sulawesi Selatan. Nur der Kabupaten Bantaeng und die drei autonomen Städte sind kleiner. Der Flächenanteil beträgt 1,23 Prozent.

### Lage und Ausdehnung
Takalar liegt im Südwesten der Provinz Sulawesi Selatan und damit auch der Insel Sulawesi. Im Westen und Süden bilden Makassarstraße und Floressee eine natürliche Grenze. Landgrenzen bestehen mit den Kabupaten Gowa im Norden und Nordosten sowie mit Jeneponto im Südosten. Zum Bezirk gehören 13 Inseln und Eilande, die meisten sind dem Kecamatan Mappakasunggu zugordnet.

### Grenzpunkte
Der Regierungsbezirk Takalar liegt südlich des Äquators und hat folgende äußere Grenzpunkte:
| Richtung | Kode          | Kec.                 | Desa            | Koordinaten         |
| -------- | ------------- | -------------------- | --------------- | ------------------- |
| N        | 73.05.06.2003 | Galesong Utara       | Aeng Batu Batu  | 05°12′37,81″ s. Br. |
| O        | 73.05.11.2001 | Polombangkeng Timur0 | Ko'mara         | 119°38′46,11″ ö. L. |
| S        | 73.05.12.2006 | Laikang              | Laikang         | 05°36′26,40″ s. Br. |
| W        | 73.05.10.2002 | Kepulauan Tanekeke   | Mattiro Baji a) | 119°11′21,70″ ö. L. |

### Klima und Wetter
Im Bezirk herrscht wie im übrigen Indonesien tropisches Regenwaldklima (feuchttropisches Klima), es gibt eine trockene Jahreszeit und die Regenzeit mit fließenden Übergängen. 2020 fielen 2443 mm Regen an 130 Tagen, der meiste im Februar (558/23) und der wenigste (17 mm an 1 Tag) im August.

## Verwaltungsgliederung
Der Bezirk Takalar gliedert sich seit 2022 in zwöf administrativen Distrikte (Kecamatan) zusammen. Sie bestehen aus 110 Dörfern (indonesisch Desa). 24 davon haben als Kelurahan einen städtischen Charakter. 39 Dörfer haben Zugang zum offnen Meer. im Volkszählungsjahr 2020 wurden 69.538 Haushalte ermittelt.
Über die 2022 beiden neugebildeten Kecamatan sind keine statistischen Daten bekannt. Die einzigen verwertbaren Informationen entstammen den beiden Regopnalverdnungen aus dem Jahr 2022.

Die Lage der Kecamatan im Kabupaten
mit den neuen Grenzen

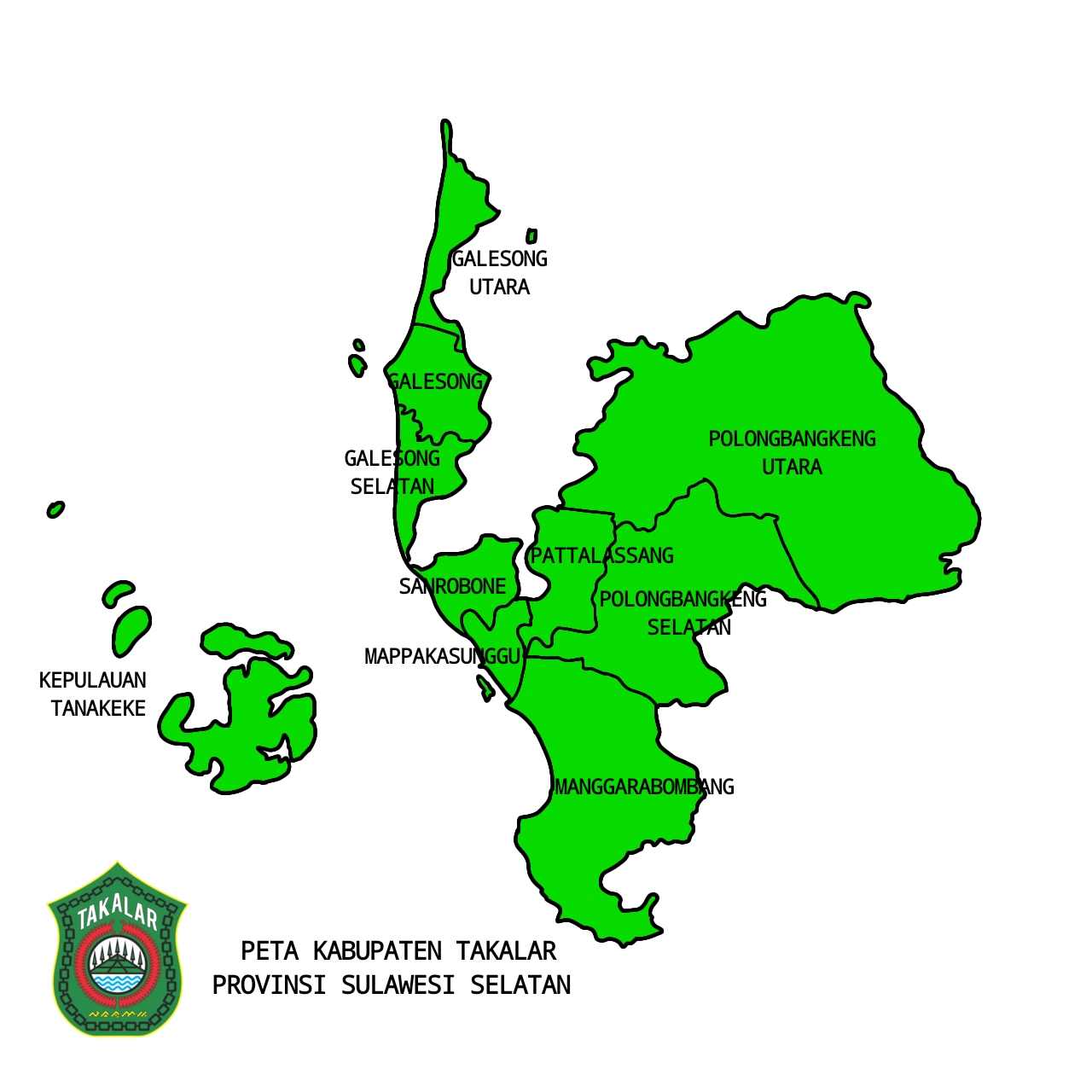
Verwaltungsübersicht

| Code 1)  | Kecamatan Distrikt      | Ibukota Verwaltungssitz | Fläche (km²) | Einw. Zensus 2010 2) | Volkszählung 2020 3) | Volkszählung 2020 3) | Volkszählung 2020 3) | Anzahl der … |      |
| Code 1)  | Kecamatan Distrikt      | Ibukota Verwaltungssitz | Fläche (km²) | Einw. Zensus 2010 2) | Einw. 3)             | 0Dichte 4)0          | Sex Ratio 5)         | Desa         | Kel. |
| -------- | ----------------------- | ----------------------- | ------------ | -------------------- | -------------------- | -------------------- | -------------------- | ------------ | ---- |
| 73.05.01 | Mappakasunggu           | Cilallang               | 15,12        | 15.139               | 9.461                | 625,7                | 92,73                | 3            | 1    |
| 73.05.02 | Mangarabombang          | Mangadu                 | 100,50       | 36.689               | 41.085               | 408,8                | 95,77                | 11           | 1    |
| 73.05.03 | Polombangkeng Selatan00 | Bulukunyi               | 88,07        | 26.754               | 29.237               | 332,0                | 91,59                | 5            | 6    |
| 73.05.04 | Polombangkeng Utara     | Palleko                 | 212,25       | 45.825               | 50.255               | 236,8                | 94,71                | 12           | 6    |
| 73.05.05 | Galesong Selatan        | Bonto Kassi             | 24,71        | 23.854               | 26.985               | 1.092,1              | 96,28                | 13           | –    |
| 73.05.06 | Galesong Utara          | Bontolebang             | 15,11        | 35.966               | 41.311               | 2.734,0              | 97,83                | 13           | 1    |
| 73.05.07 | Pattallassang           | Pattallassang           | 25,31        | 34.729               | 39.275               | 1.551,8              | 94,62                | –            | 9    |
| 73.05.08 | Sanrobone               | Sanrobone               | 29,36        | 13.276               | 15.257               | 519,7                | 92,69                | 6            | –    |
| 73.05.09 | Galesong                | Galesong Kota           | 25,93        | 37.371               | 41.003               | 1.581,3              | 97,93                | 17           | –    |
| 73.05.10 | Kepulauan Tanakeke      | Maccini Baji            | 30,15        | -                    | 6.984                | 231,6                | 100,98               | 6            | –    |
| 73.05    | Kab. Takalar            | Kab. Takalar            | 566,51       | 269.603              | 300.853              | 531,1                | 95,51                | 86           | 24   |

## Geschichte

### Verwaltungsgeschichte
Der Kabupaten gehörte neben 17 anderen und der Hauptstadt Makassar zu jenen Verwaltungseinheiten, die Ende 1960 die Provinz Sulawesi Selatan gründeten (Gesetz Nr. 47/1960). Die innere Struktur des Mitte 1959 gebildeten Kabupaten blieb lange Zeit unverändert. Erst 2019 erfolgte die erste Änderung mit Bildung des Kabupaten Kepulauan Tanakeke durch Abspaltung von fünf Dörfern aus dem Kecamatan Mappakasunggu. Hierbei büßte der „Mutterdistrikt“ zwei Drittel seiner Fläche (30,15 von 45,27 km²) und 42 Prozent seiner Bevölkerung ein (6.766 von 16.126 Einw.).
So gut wie keine Daten finden sich über die beiden 2022 neugebildeten Kecamatan, nachstehend angezeigte wurden den beiden Regionalanweisungen entnommen.
|                                            | Einw.  | Einw. | Fläche | Fläche | Kel. / Desa |
| ------------------------------------------ | ------ | ----- | ------ | ------ | ----------- |
| Polongbangkeng Utara (vor der Abspaltung)  | 51.372 | %     | 212,24 | %      | 6 / 12      |
| Polongbangkeng Timur                       | 19.216 | 37,41 | 155,74 | 73,38  | – / 8       |
| Polongbangkeng Utara (nach der Abspaltung) | 32.156 | 62,59 | 056,51 | 26,62  | 6 / 4       |
|                                            |        |       |        |        |             |
| Mangarabombong (vor der Abspaltung)        | 42.916 | %     | 100,50 | %      | 1 / 11      |
| Laikang                                    | 20.218 | 47,91 | 067,21 | 66,88  | – / 6       |
| Mangarabombong (nach der Abspaltung)       | 22.698 | 52,09 | 033,38 | 33,12  | 1 / 5       |

## Demographie

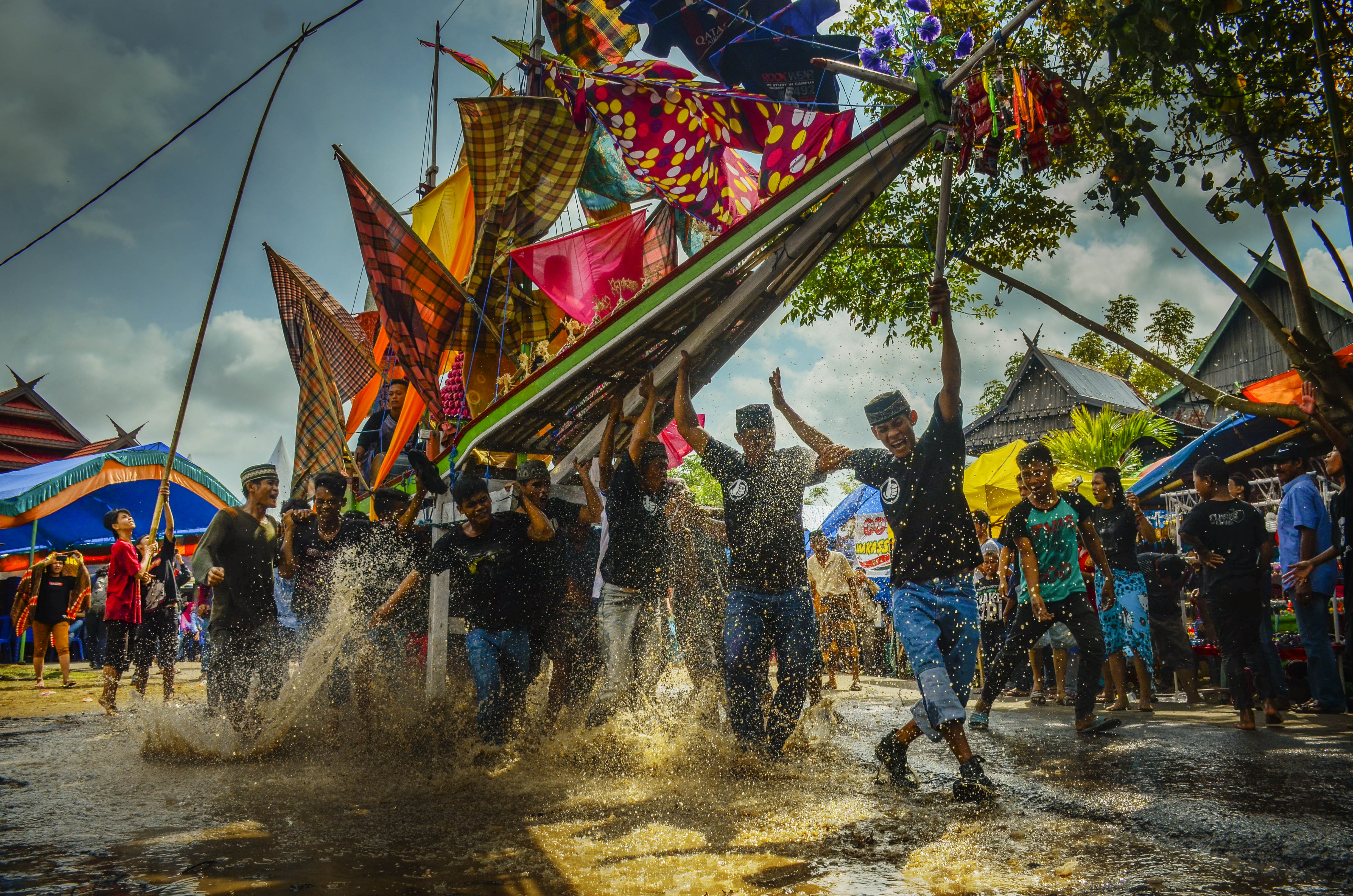
Beim Maudu Lompoa-Fest

Wie im Südwesten der Provinz so wird auch im Regierungsbezirk Takalar neben indonesich hauptsächlich in der Makassar-Sprache gesprochen.
Takalar rangiert auf der 24-stelligen Bevölkerungsliste der Untereinheiten auf Rang 12 mit einem Anteil von 3,59 Prozent. Die Bevölkerungsdichte von 599,3 Einwohner je km² liegt über dem Provinzdurchschnitt (210,2) und hat Rang 4 inne (Angaben von 2024).
Von der Bevölkerung am Jahresende 2024 waren 45,49 % ledig, 49,56 % verheiratet, 0,84 % geschieden sowie 4,11 % verwitwet.

### Durchschnittswerte der administrativen Einheiten
Für das Jahr 2024 wurden folgende Durchschnittswerte für Einwohnerzahl und Fläche (km²) für die Distrikte und die Dörfer ermittelt.
|                        | Kab. Takalar0 | Kab. Takalar0 | Prov. SULSEL0 | Prov. SULSEL0 |
| Einw.                  | Fläche        | Einw.         | Fläche        |               |
| ---------------------- | ------------- | ------------- | ------------- | ------------- |
| Pro Kecamatan          | 27.739        | 46,29         | 30.442        | 144,83        |
| Pro Desa + Kelurahan00 | 03.026        | 05,05         | 03.113        | 014,81        |

Damit hat der Kabupaten Takalar die kleinste Durchschnittsfläche aller Kecamatan und alle Dörfer innerhalb der Provinz. Die Mittelwerte für die drei autonomen Städte (Kota) sind niedriger.

### Soziale Daten 2020
| Merkmal                                                             | Kab. Takalar | 0Prov. Sulawesi Selatan0 |
| ------------------------------------------------------------------- | ------------ | ------------------------ |
| Bevölkerung unterhalb der Armutsgrenze (Tsd.)00                     | 25,380       | 776,830                  |
| Anteil der „armen Bevölkerung“ (indonesisch Penduduk miskin) (%)000 | 8,440        | 8,720                    |
| Arbeitslosenrate (%)                                                | 4,160        | 6,310                    |
| Lebenserwartung bei der Geburt (Jahre)                              | 67,180       | 70,570                   |
| HDI-Index                                                           | 67,310       | 71,930                   |
| Analphabetenrate (in %, 15+ J.)                                     | 12,670       | 7,440                    |
| Anteil der Altersgruppen                                            | 0Real0       | 00.Prozentual0           |
| Kinder (<15 J.)                                                     | 76.9520      | 25,58                    |
| arbeitsfähige Bevölkerung (15–64 J.)                                | 205.5920     | 68,34                    |
| Rentner und Pensionäre (>65 J.)                                     | 0.18.3090    | 06,09                    |

### Religion und Bevölkerungsverteilung
| Religion         | Gläubige | Anteil (%) | Gebäude | Anteil 2024 |
| ---------------- | -------- | ---------- | ------- | ----------- |
| Islam            | 304.7420 | 99,960     | 437 9)0 | 99,86       |
| Protestanten 10) | 1000     | 0,030      | –0      | 0,07        |
| Katholiken 10)   | 740      | 0,030      | –0      | 0,04        |
| Hindus           | 150      | <0,010     | –0      | <0,01       |
| Buddhisten       | 220      | 0,010      | –0      | 0,02        |

| Jahr | Gesamt- Bevölkerung | Männer  | %     | Frauen  | %     | Sex Ratio 5) |
| 2016 | 285.540             | 139.404 | 48,82 | 146.136 | 51,18 | 95,39        |
| 2017 | 287.472             | 140.589 | 48,91 | 146.883 | 51,09 | 95,71        |
| 2018 | 290.450             | 141.383 | 48,68 | 149.067 | 51,32 | 94,85        |
| 2019 | 293.732             | 143.015 | 48,69 | 150.717 | 51,31 | 94,89        |
| 2020 | 301.765             | 147.232 | 48,79 | 154.533 | 51,21 | 95,28        |
| 2021 | 311.949             | 152.285 | 48,82 | 159.664 | 51,18 | 95,38        |
| 2022 | 319.716             | 156.184 | 48,85 | 163.532 | 51,15 | 95,51        |
| 2023 | 326.044             | 159.339 | 48,87 | 166.705 | 51,13 | 95,58        |
| 2024 | 332.863             | 162.897 | 48,94 | 169.966 | 51,06 | 95,84        |

Obige Tabelle gibt die durch die Zivilstandsbüros (Disdukcapil, indonesisch Dinas Kependudukan dan Pencatatan Sipil) veröffentlichten Fortschreibungsergebnisse zum Jahresende wieder.

### Aktuelle Daten der Bevölkerungsfortschreibung
Nachfolgende Tabelle gibt den Einwohnerstand nach Geschlecht zur Volkszählung 2020, zum Ende 2022 sowie zum Jahresende 2024 wieder. Beide letztere Daten resultieren aus den Ergebnissen der Fortschreibung durch die örtlichen Zivilstandsbüros (Disdukcapil, indonesisch Dinas Kependudukan dan Pencatatan Sipil). Der aktuelle Einwohnerstand kann jederzeit in einer interaktiven Karte abgerufen werden.

| Kecamatan               | Zensus 2020 | Zensus 2020 | Zensus 2020 | Ende 2022 | Ende 2024 | Ende 2024 | Ende 2024 | Fläche km² | Bevöl kerungs dichte | Sex Ratio 5) |
| Kecamatan               | Insg.       | männl.      | weibl.      | Ende 2022 | Insg.     | männl.    | weibl.    | Fläche km² | Bevöl kerungs dichte | Sex Ratio 5) |
| ----------------------- | ----------- | ----------- | ----------- | --------- | --------- | --------- | --------- | ---------- | -------------------- | ------------ |
| Mappakasunggu           | 9.461       | 4.552       | 4.909       | 9.543     | 10.539    | 5.113     | 5.426     | 9,44       | 1.116,06             | 94,23        |
| Mangarabombang          | 41.085      | 20.099      | 20.986      | 41.688    | 24.180    | 11.863    | 12.317    | 36,95      | 654,42               | 96,31        |
| Polombangkeng Selatan00 | 29.237      | 13.977      | 15.260      | 29.526    | 31.609    | 15.183    | 16.426    | 86,62      | 364,93               | 92,43        |
| Polombangkeng Utara     | 50.255      | 24.445      | 25.810      | 50.788    | 34.178    | 16.575    | 17.603    | 60,47      | 565,17               | 94,16        |
| Galesong Selatan        | 26.985      | 13.237      | 13.748      | 27.435    | 30.315    | 14.908    | 15.407    | 21,24      | 1.427,33             | 96,76        |
| Galesong Utara          | 41.311      | 20.429      | 20.882      | 42.124    | 45.770    | 22.619    | 23.151    | 18,62      | 2.457,71             | 97,70        |
| Pattallassang           | 39.275      | 19.095      | 20.180      | 39.928    | 42.373    | 20.593    | 21.780    | 26,88      | 1.576,38             | 94,55        |
| Sanrobone               | 15.257      | 7.339       | 7.918       | 15.559    | 17.417    | 8.380     | 9.037     | 17,56      | 992,03               | 92,73        |
| Galesong                | 41.003      | 20.287      | 20.716      | 41.441    | 45.974    | 22.706    | 23.268    | 21,45      | 2.143,81             | 97,58        |
| Kepulauan Tanakeke      | 6.984       | 3.509       | 3.475       | 7.045     | 7.986     | 4.042     | 3.944     | 42,88      | 186,26               | 102,48       |
| Polongbangkeng Timur    |             |             |             |           | 42.522    | 20.915    | 21.607    | 155,47     | 199,32               | 96,80        |
| Leikang                 |             |             |             |           | 42.522    | 20.915    | 21.607    | 57,86      | 199,32               | 96,80        |
| Kab. Talakar            | 300.853     | 146.969     | 153.884     | 305.077   | 332.863   | 162.897   | 169.966   | 555,43     | 599,29               | 95,84        |

## Transport und Verkehr
Vom 1. Juli 1922 bis 1930 gab es eine Bahnverbindung nach Makassar.